# Bubble (язык программирования)
Bubble (/ˈbʌbəl/ англ. Bubble — Пузырь) — язык визуального программирования и платформа бескодовой разработки, функционирующая на основе PaaS-модели. Платформа была разработана Bubble Group и позволяет людям, не имеющим навыков программирования, создавать веб-приложения. Вместо написания кода пользователи управляют логикой, задавая рабочие пространства, и создают интерфейс, перетаскивая элементы на страницу. Цель команды Bubble состоит в деактулизации классических методов разработки веб-приложений.

## Область применения
Платформа бескодовой разработки Bubble используется для создания веб-сайтов или веб-приложений с более широкими функциональными возможностями, чем предоставляют конструкторы веб-сайтов, такие как Tilda и Wix. Она используется основателями нетехнических стартапов, в школах в образовательных целях и другими организациями в коммерческих целях.
Bubble позволяет пользователям создавать веб-приложения, включая социальные сети, такие как Twitter, маркетплейсы, такие как СберМегаМаркет и Яндекс.Маркет, сервисы, такие как Яндекс.Еда, и многое другое. Обучиться использованию платформы можно с помощью учебных пособий. Bubble предлагает свои собственные интеграции API, шаблоны и плагины. Пользователи платформы также создают свои сторонние шаблоны, плагины и сервисы, встроенные в экосистему Bubble.